# Василенко, Михаил Абрамович
Михаил Абрамович Василенко (1913—1978) — лейтенант Рабоче-крестьянской Красной Армии, участник Великой Отечественной войны, Герой Советского Союза (1945).

## Биография
Михаил Василенко родился 15 июня 1913 года в селе Винниково (ныне — Михайловский район Амурской области) в крестьянской семье. В 1938 году окончил сельскохозяйственный техникум. В том же году он был призван на службу в Рабоче-крестьянскую Красную Армию, учился в Хабаровском военно-политическом училище. С 1941 года — на фронтах Великой Отечественной войны, окончил Марьинское артиллерийское училище в 1944 году. В том же году вступил в ВКП(б). К марту 1945 года младший лейтенант Михаил Василенко командовал взводом 1137-го лёгкого артиллерийского полка 169-й лёгкой артиллерийской бригады 14-й артиллерийской дивизии 6-го артиллерийского корпуса прорыва 5-й ударной армии 1-го Белорусского фронта. Отличился во время освобождения Польши.
В ходе боёв за расширение плацдарма в районе Кюстрина взвод Василенко за период боёв с 27 по 28 марта 1945 года уничтожил 12 вражеских танков, 2 миномётных батареи, 8 огневых точек и несколько десятков вражеских солдат и офицеров. В ходе отражение очередной вражеской контратаки, Василенко заменил собой выбывших из строя командира орудия и наводчика, и лично уничтожил 4 танка и 3 пулемёта. Несмотря на полученное ранение, Василенко поля боя не покинул.
Указом Президиума Верховного Совета СССР от 31 мая 1945 года младший лейтенант Михаил Василенко был удостоен высокого звания Героя Советского Союза с вручением ордена Ленина и медали «Золотая Звезда».
После окончания войны в звании лейтенанта Василенко был уволен в запас. Проживал и работал в Благовещенске, был директором завода «Амурэлектроприбор». Скончался 28 апреля 1978 года.
Почётный гражданин Благовещенска. Был также награждён орденами Отечественной войны 2-й степени и Красной Звезды, а также рядом медалей.